# Chełst (Mazovie)
Pour les articles homonymes, voir Chełst.
Chełst (prononciation : [xɛu̯st]) est un village polonais de la gmina de Siennica dans le powiat de Mińsk de la voïvodie de Mazovie dans le centre-est de la Pologne.
Il se situe à environ 6 kilomètres à l'ouest de Siennica (siège de la gmina), 10 kilomètres au sud de Mińsk Mazowiecki (siège du powiat) et à 39 kilomètres à l'est de Varsovie (capitale de la Pologne).

## Histoire
De 1975 à 1998, le village appartenait administrativement à la voïvodie de Siedlce.